# .ch
.ch е интернет домейн от първо ниво за Швейцария. Администрира се от SWITCH Information Technology Services. Представен е през 1987 г.
Домейнът .ch не произлиза от името на Швейцария на някой от националните ѝ езици: „die Schweiz“, „Suisse“, „Svizzera“ или „Svizra“. Вместо това произлиза от латинското ѝ наименование Confoederatio Helvetica (Helvetic (Швейцарска) Confederation) и всички швейцарски монети са подписани с това име. Швейцарските автомобили също имат знак CH.